# 欽宗
欽宗（きんそう）は、北宋の第9代（最後の）皇帝。諱は最初は亶(たん)、後に桓(かん)。徽宗の長子で、南宋で即位した高宗の長兄に当たる。

## 人物
宣和7年（1125年）、父の徽宗が金に対する詐術的な外交政策に失敗し、金は宋に対して大軍をもって攻撃を行った。同年12月23日（西暦で1126年1月18日）、徽宗は「自らを罪する詔」を出し、帝位を欽宗に譲り太上皇となった。即位した欽宗は父帝以来の大臣の蔡京らを流罪にして、その子の蔡攸ら兄弟を誅殺した。翌年（西暦で同年）、金が開封を包囲すると欽宗は李綱を任用して防御に当たったが、賠償金の支払いと領土を割譲する条件で金と和議が成立することとなった。
しかし金軍が撤退すると、宋の官人の間では金に対する強硬論が主張されるようになり、賠償金や領土割譲を拒否する方針に転換した。この宋の違約に、金は再び開封を攻めて陥落させた。徽宗と欽宗は金軍により捕虜となった（靖康の変）。金の天会5年（1127年）2月丙寅に金の太宗の詔で、徽宗・欽宗は共に庶人に落とされた上、上京に連行された。天会6年（1128年）8月丁丑、素服を着せられて太祖廟に跪拝させられ、続いて乾元殿において太宗に目通りさせられた。ここで徽宗は昏徳公、欽宗は重昏侯に封ぜられると、10月戊寅に韓州（現在の吉林省四平市梨樹県）、天会8年（1130年）に東北の五国城（現在の黒竜江省ハルビン市依蘭県）へと連れ去られた。
二帝と共に、徽宗の妃韋氏・欽宗の皇后朱氏など、宋の宮廷の皇后・妃嬪・皇女、その他宗室の女性や女官・宮女たちが、金軍の慰安用に北へ連行され、後宮に入れられた後、1128年（金の天会6年）6月には金の官設の妓楼である洗衣院に下されて、金の皇族や貴族を客とする娼婦になることを強いられた。朱皇后はその境遇に耐えかね、入水自殺している。
1127年（金の天会5年）、欽宗の弟の趙構（高宗）が南宋を興すと（同年を建炎元年とした）、欽宗は複雑な立場に立たされる。欽宗の南宋帰還が認められれば、高宗は簒奪者とされる可能性があった（実際に1129年の明受の変では、反乱軍が高宗即位の正統性を問題にしている）。これは、宋が中国の歴代王朝の中でも特に正閏論が厳格な時代であったためである。金の側も欽宗の帰還を計画したが、高宗から抑留継続の要望が婉曲に出され、結局南宋への帰還は実現しなかった。また、高宗の生母である韋賢妃（顕仁皇后）が南宋へ帰還する際に欽宗は、韋氏の影響力を行使して自身の帰還を実現するよう涙を流して嘆願したと伝わる。
欽宗はその後も30年以上にわたって、現在の中国東北部に監禁され続けた。
1135年（金の天会13年、南宋の紹興5年）、父の徽宗が没した。
金で熙宗が即位すると待遇が改善されたようで、皇統元年（1141年）2月乙酉に徽宗には天水郡王が追贈され、欽宗は天水郡公に改封されている。
1161年6月（金の正隆6年、南宋の紹興31年の5月）、欽宗は五国城にて62歳で没した。

### 死亡時期について
欽宗は1161年6月に没したとされているが、一方で欽宗の子孫が欽宗没後の翌7月己丑、海陵王によって殺害され子孫が断絶したとされている。海陵王は同年12月に殺害されているため、1161年6月の死去が事実とすると、わずか1年の間でそれだけの事件が立て続けに起こったことになる。また、『金史』「海陵本紀」では、正隆元年（1156年）6月庚辰に「天水郡公趙桓薨」と記載されており、『宋史』と『金史』の記述には食い違いが生じている。
南宋末の通俗説話『宣和遺事』では、1156年に海陵王の命令によって57歳の欽宗と82歳の遼の最後の皇帝天祚帝（正史では1128年没）が撃鞠（ポロ）の競技の試合をすることになり、欽宗は落馬して馬に踏まれて死亡し、仰天した天祚帝は逃走するが、射殺されてしまった、と記載されている。この死期の食い違いについて、『金史』列伝第67では、1156年の欽宗の死去が、5年後に南宋に伝えられたとしている。

## 家族

### 妻妾と用人
- 正室：朱皇后（仁懐皇后）
- 側室：朱慎徳妃 - 朱皇后の従妹
- ほか多数
  - 才人鄭慶雲、才人韓静観、才人劉月娥、才人盧順淑、才人何鳳齢、才人狄玉輝、夫人戚小玉、夫人鄭月宮、夫人蔣長金、夫人鮑春蝶
  - 内宰宋淑媛、副宰田芸芳、内史曹妙婉、内史卜女孟、内史席進士、内史程巧、内史兪玩月、内史黄勤
  - 尚儀徐金玉、尚儀許春雲、尚服周男児、尚服徐宝蓮、尚食何紅梅、尚食楊調児、尚寝方芳香、尚寝陳文婉、尚功沈知礼、尚功葉寿星、宮正華正儀
  - 使令呂吉祥、褚月奴、駱蝶児、顧頑童、芮秀、厳鶯簧、姜田田、衛猫児

### 子女
- 趙諶（中国語版）（皇太子） - 母は皇后朱氏
- 趙謹（建炎元年9月6日生、『靖康稗史箋証』呻吟語）
- 趙訓（建炎3年7月6日生、『靖康稗史箋証』呻吟語、『宋史』列伝宗室三）
- 柔嘉公主